# Faro de Torre den Beu
El Faro de Torre d'en Beu es un faro de España emplazado a pocos metros de la torre d'en Beu, histórica torre vigía. Se encuentra situado en la entrada de la localidad de Cala Figuera, en el municipio de Santañí, sureste de la isla de Mallorca.

## Historia
En el mes de junio de 1953, el alcalde de Santañí formalizó el pedido para emplazar una baliza (se la considera faro porque la señal lumínica supera las 10 millas náuticas), para ayudar a los pescadores del puerto de Cala Figuera, quienes le reclamaban la instalación de una señal luminosa para facilitarles la entrada al puerto en horario nocturno.